# Центеотль
Сенте́отль (исп. Centéotl, Cinteotl, Centeocihuatl — «Бог кукурузы») — ацтекское божество молодого маиса.

## Мифология
Традиционно изображался в виде молодого человека с кукурузными початками в заплечной сумке и в руках. Встречались изображения с различными видами сельскохозяйственных инструментов в руках.
Синтеотль выступал в качестве бога покровителя земледельцев и золотых дел мастеров города Шочимилько — одного из крупнейших сельскохозяйственных центров государства ацтеков.
Женским двойником Синтеотля была богиня маиса Чикомекоатль. Также в некоторых мифах сам Синтеотль выступает в женской ипостаси.